# Lyng (Norfolk)
Lyng is een civil parish in het bestuurlijke gebied Breckland, in het Engelse graafschap Norfolk met 807 inwoners.